# 와시즈정
와시즈정(鷲津町)은 시즈오카현의 서부, 후치군·하마나군에 속해있던 정이다. 현재의 고사이시 중심부에 해당한다.

## 역사
- 1889년 4월 1일 - 정촌제 시행에 의해 후치군 요시즈촌이 성립하였다.
- 1896년 4월 1일 - 군 개편에 의해 하마나군에 속하게 되었다.
- 1929년 4월 1일 - 요시즈촌이 정으로 승격・개칭하여 와시즈정이 성립하였다.
- 1955년 4월 1일 - 시라스카정, 신조촌, 이리데촌, 지바타촌과 합병해, 고사이정이 성립하여, 동일 와시즈정은 폐지되었다.

## 교통

### 철도
- 일본국유철도
  - 고텐바선

### 도로
현재는 국도 301호선이 옛 촌을 통과하고 있지만, 합병 당시에는 미제정 상태였다. 

## 교육기관
- 와시즈정립 와시즈 중학교 (현 호시시립 와시즈 중학교)
- 와시즈정립 와시즈 초등학교 (현 호시시립 와시즈 초등학교)

현재 구 정내에 현립 고등학교가 있지만, 합병 당시에는 미개교 상태였다. 

## 참고문헌
- 角川日本地名大辞典 22 静岡県